# Karabük
Karabük este un oraș din Turcia.